# Kulspai Indian Reserve 6
Kulspai Indian Reserve 6 (franska: Réserve indienne Kulspai 6) är ett reservat i Kanada.   Det ligger i Regional District of Kitimat-Stikine och provinsen British Columbia, i den sydvästra delen av landet, 3 800 km väster om huvudstaden Ottawa.
I omgivningarna runt Kulspai Indian Reserve 6 växer i huvudsak barrskog. Trakten runt Kulspai Indian Reserve 6 är nära nog obefolkad, med mindre än två invånare per kvadratkilometer.